# Ordinul carmelit

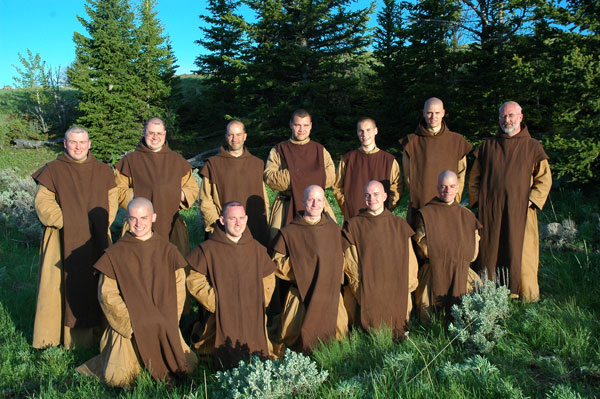
Călugări carmeliți

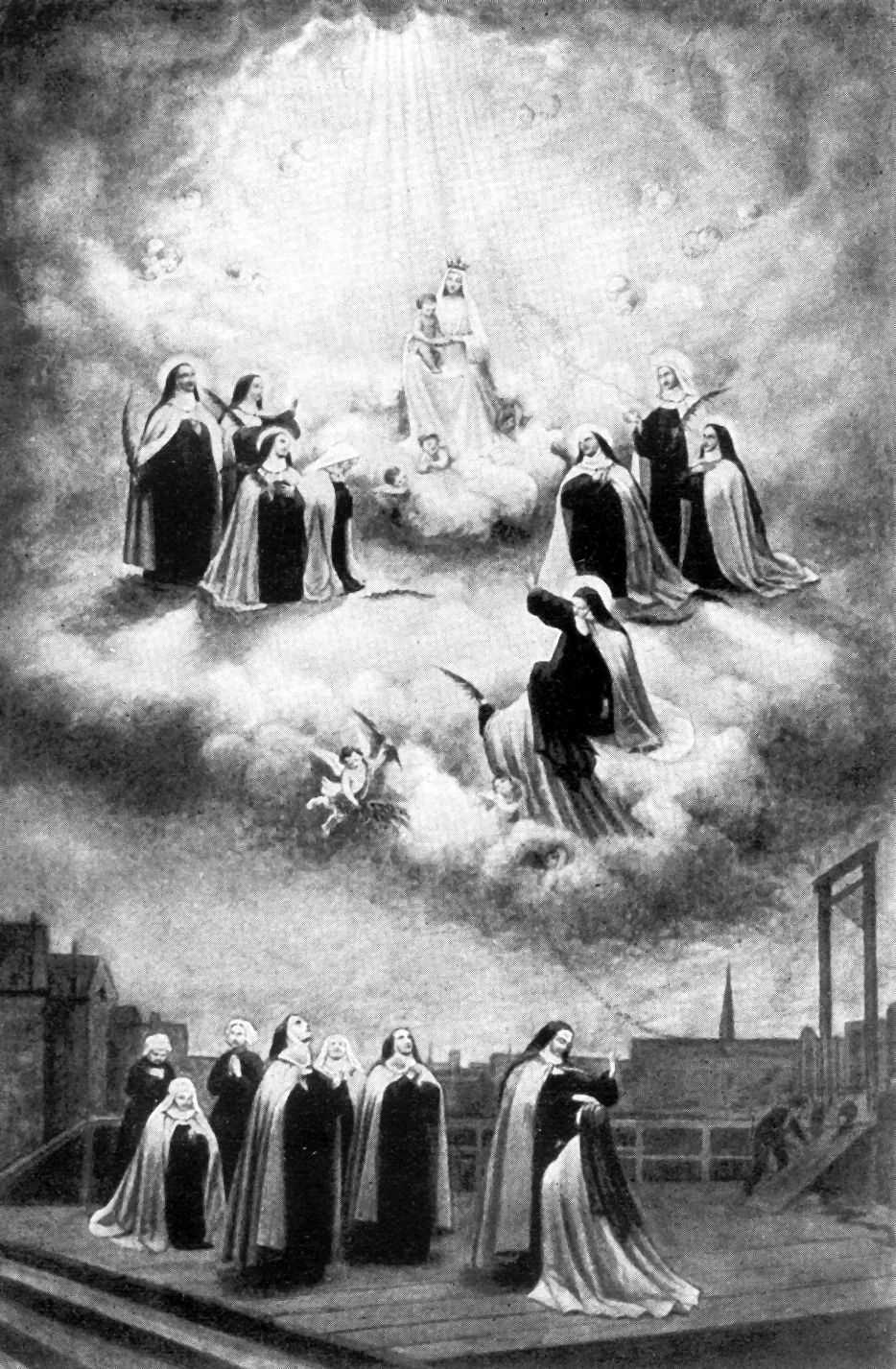
Carmelitele din Compiègne (1794)

Ordinul carmelit (în latină Ordo Fratrum Beatissimae Mariae Virginis de Monte Carmelo) își are originile pe Muntele Carmel, în Palestina, unde în secolele XII-XIII, în timpul cruciadelor, s-au stabilit câțiva pelerini, atrași de frumusețea locului și de memoria prorocului Ilie. Aceștia au început o viață monahală și au construit un mic lăcaș de cult închinat Sfintei Fecioare Maria de pe Muntele Carmel. 
Caracteristică pentru acest ordin călugăresc contemplativ este austeritatea sa. 
Există și o ramură feminină, înființată în secolul al XV-lea.
În cursul Reformei catolice din secolul al XVI-lea un grup mai exigent în interpretarea regulilor a format carmeliții desculți și carmelitele desculțe (în latină Ordo Carmelitarum Discalceatarum), vechii membri rămânănd încălțați (în latină Ordo Carmelitarum Calceatarum).
În data de 17 iulie 1794, în contextul Marii Terori, au fost ghilotinate 16 călugărițe din acest ordin, Carmelitele din Compiègne⁠(fr)[traduceți].

## Personalități
- Tereza de Ávila (1515-1582), reformatoare a ramurii feminine a ordinului
- Ioan al Crucii (1542-1592), mistic spaniol
- Paolo Antonio Foscarini (1565-1616), astronom
- Titus Brandsma (1881-1942), filosof, exterminat la Dachau
- Edith Stein (1891-1942), filosoafă, exterminată la Auschwitz
- Tereza de Lisieux (1873-1897), călugăriță, sfântă